# واردسبورو (فيرمونت)
واردسبورو (بالإنجليزية: Wardsboro, Vermont)‏ هي بلدة تقع بولاية فيرمونت في الولايات المتحدة. تبلغ مساحتها 75.8 (كم²)، وترتفع عن سطح البحر 424 م، بلغ عدد سكانها 854 نسمة في عام 2000 حسب إحصاء مكتب تعداد الولايات المتحدة وتصل الكثافة السكانية فيها 11.3 نسمة/كم2.

## أعلام
- مارشال أوتيس هاو
- ماري إيدي كيدر

## وصلات خارجية
- The US50 - Cities and Towns in Vermont State
- Vermont Cities and Towns, Facts, Map, Flag, Colleges, Government, and More